# Departamento de Río Negro
El departamento de Río Negro es uno de los diecinueve departamentos que componen la República Oriental del Uruguay. Su capital es Fray Bentos.
Está ubicado al centro oeste del país, limitando al norte con Paysandú, al este con Tacuarembó, al sur con el río Negro que lo separa de Durazno y Soriano, y al oeste con el río Uruguay que lo separa de la República Argentina. Con 57.334 habitantes en 2023 es el tercer departamento menos poblado, por delante de Treinta y Tres y Flores, el menos poblado.

## Geografía y clima
Ubicado en el litoral oeste del territorio, limita al norte con el departamento de Paysandú, con el de Tacuarembó al este, al sudeste con el de Durazno y al sur con el de Soriano y Flores. Al oeste limita con la República Argentina de la cual está separada por el río Uruguay.

### Hidrografía
El río Negro corre al sur de este departamento marcando el límite entre este y los departamentos de Durazno y Soriano. Los arroyos más importantes del departamento son: el Arroyo Tres Árboles, el Arroyo Grande, el Arroyo Don Esteban, el arroyo Coladeras, el Arroyo Sánchez Grande, el Arroyo Bellaco, el Arroyo González, el Arroyo Gutiérrez Grande, el Arroyo Negro, el Arroyo Averías Grande y el arroyo de las Flores siendo los cuatro primeros afluentes del río Negro.
En el Río Uruguay hay numerosas islas fluviales.

### Relieve
El departamento tiene dos cuchillas de las que la más importante es la Cuchilla de Haedo que va del noreste al suroeste del departamento. La segunda cuchilla es la Cuchilla de Navarro.

### Áreas naturales protegidas
Dentro del departamento se encuentran localizadas dos importantes áreas naturales protegidas que conforman el Sistema Nacional de Áreas Protegidas de Uruguay (SNAP), ellas son los Esteros de Farrapos e Islas del Río Uruguay y los Esteros y algarrobales del río Uruguay.

## Historia
El departamento de Río Negro fue creado por ley el 1 de agosto de 1881. Hasta ese momento su territorio era parte del departamento de Paysandú.

## Gobierno
De acuerdo con el artículo 262 de la Constitución de la República, en materia de administración departamental "el Gobierno y Administración de los Departamentos, con excepción de los servicios de seguridad pública, serán ejercidos por una Junta Departamental y un Intendente. Tendrán su sede en la capital de cada departamento e iniciarán sus funciones sesenta días después de su elección."
Además, "el Intendente, con acuerdo de la Junta Departamental, podrá delegar en las autoridades locales el ejercicio de determinados cometidos en sus respectivas circunscripciones territoriales"(...).

### Ejecutivo
La Intendencia es el órgano ejecutivo del departamento. El Intendente es electo de forma directa con cuatro suplentes,por un período de cinco años con posibilidad de reelección.

### Legislativo
La legislatura está ejercida por una Junta Departamental compuesta de 31 ediles, con tres suplentes, que acompañan a las listas electorales y son elegidos de forma democrática. Los ediles son los encargados de proponer reformas municipales, decretos e impuestos, así como cualquier otro proyecto que estimen conveniente coordinar con el Intendente. Ellos cumplen la función del Poder Legislativo a nivel departamental.

### Municipios

Los municipios del departamento de Río Negro: 1) Nuevo Berlín, 2) San Javier, y 3) Young. El área en gris corresponde al territorio no municipalizado.

A través de la ley 18653 del 15 de marzo de 2010, fueron creados los 2 primeros municipios en el departamento de Río Negro: Young y Nuevo Berlín. Sus límites geográficos quedaron determinados según el decreto 273/2010 de la Junta Departamental de Río Negro. Mientras que en marzo de 2013, a iniciativa de la Junta Departamental fue creado el tercer municipio en la localidad de San Javier.
Los municipios del departamento de Río Negro son:
- Young
- Nuevo Berlín
- San Javier

## Economía
La agricultura es la principal fuente de industria de la parte oeste del departamento. Los principales productos son: soja, girasol, trigo, maíz, cereales, uvas y otros cultivos. La mitad este del departamenta tiene muchas pasturas que producen parte de su PBI. Entre sus principales industrias se encuentran la vinícola y la lechera. El departamento también tiene un puerto fluvial localizado en Fray Bentos. Fueron históricos la Liebig's Extract of Meat Company Limited (1868-1924) y el Frigorífico Anglo del Uruguay (desde 1925).
El turismo está ganando importancia en el departamento, especialmente el balneario en la zona de Las Cañas. Una nueva tendencia se perfila con el ecoturismo (Parque Esteros de Farrapos).
También se destaca el balneario Playa Ubici, ubicado sobre las tranquilas aguas del río Uruguay.

## Infraestructura

### Transporte
Río Negro está conectado al resto del país por medio de las rutas nacionales 2, 3, 4, 20, 24, 25 y 55.
Cuenta con el aeródromo de Villa Independencia en Fray Bentos para vuelos domésticos.
También existen conexiones ferroviarias con Algorta, Chamberlain, y hasta 2021 tenía con Mercedes. Actualmente las vías están clausuradas.

## Deporte
El deporte en Río Negro congrega muchos deportistas que practican diferentes actividades y cuenta con una rica historia deportiva reconocida a nivel nacional, que se destaca por ser un departamento pequeño, habiendo cosechado muchos títulos nacionales, logros de gran jerarquía y otros récords que hasta la fecha ninguno o muy pocos departamentos han sabido igualar.

### Fútbol infantil
El fútbol es el deporte más popular del departamento al igual que a nivel país, la actividad en la ciudad de Fray Bentos y Nuevo Berlín es regulada por la Liga de Fútbol Infantil de Río Negro y a nivel nacional por la Organización Nacional de Fútbol Infantil (ONFI).

## Centros urbanos
Los siguientes son pueblos o ciudades con una población de 1000 o más habitantes según datos del censo del año 2013:
| Ciudad/Pueblo | Población |
| ------------- | --------- |
| Fray Bentos   | 26 967    |
| Young         | 17 814    |
| Nuevo Berlín  | 2 692     |
| San Javier    | 1 932     |

Otras localidades con menos de 1000 habitantes son:
- Algorta (782 hab.)
- Barrio Anglo (644 hab.)
- Grecco (627 hab.)
- Los Arrayanes (530 hab.)
- General Borges (268 hab.)
- Las Cañas (267 hab.)
- Bellaco (263 hab.)
- Paso de los Mellizos (247 hab.)
- Sarandí de Navarro (188 hab.)
- Villa María (164 hab.)
- Tres Quintas (140 hab.)
- Sauce (106 hab.)
- El Ombú (53 hab., 2011)
- Menafra (39 hab., 2011)
- Barrio El Molino (s/d)
- Merinos (s/d)
- Gartental (s/d)
- Colonia Ofir (s/d)